# 阿瑞斯泰俄斯
阿瑞斯泰俄斯（英語：Aristaeus）。古希腊男性神祇之一。阿波罗之子。其事迹广见于雅典作家之著述，以擅長养蜂而闻名于世。亦于相关艺术作品中得到广泛反映。